# Пресловљавање
Пресловљавање или транслитерација је преношење знакова из једног писма у друго (нпр. из латинице у ћирилицу), при чему се не води рачуна о изговору, односно, преноси се знак за знак. Пресловљавање треба јасно разликовати од транскрипције.
Кинеско писмо се, на пример, као морфемографско не може пресловити јер нема слова нити са словима упоредивих писмена.